# 李行 (成化進士)
李行（1435年—？），字遵化，江西臨江府新喻縣人，軍籍，明朝政治人物。進士出身。

## 生平
早年出身國子生，江西鄉試第十一名。成化十一年（1475年）乙未科會試第一百四名，殿試登進士第三甲第九十名。

## 家族
曾祖父李泓真。祖父李政子。父亲李不言。